# Бахья бен Ашер
Бахья бен Ашер ибн Халава (Бахья бен-Ашер бен-Галава, известный также как Рабейну Baxье (ивр. רבינו בחיי‎; годы жизни 1255—1340), — раввин и иудейский ученый, комментатор Танаха.
Еврейские учёные считают его одним из самых выдающихся библейских экзегетов Испании. Он был учеником раввина Шломо бен Адерета (Рашба). В отличие от последнего, р. Бахья не опубликовал комментарий Талмуда. В своем библейском толковании р. Бахья взял в качестве Нахманида (Рамбана), учителя раввина Шломо (Соломона) бен Адерета, который был первым крупным комментатором, широко использовавшим каббалу как средство интерпретации Торы. Он с рвением исполнял обязанности даршана («проповедника») в своем родном городе Сарагосе, разделяя эту должность с несколькими другими. Зарплаты, которую он получал, едва хватало на то, чтобы содержать семью.

## Комментарий Торы
Среди основных работ рабби Бахьи был его комментарий к Торе, при подготовке которого он тщательно исследовал работы прошлых библейских экзегетов, используя все методы, использованные ими в своих интерпретациях.
Он перечислял следующие четыре метода, которые, по его мнению, необходимы для толкования (см. также пардес):
1. Пшат, «простое», буквальное значение текста само по себе.
2. Мидраш или аггадическое толкование.
3. Логический анализ и философское толкование. Его цель — продемонстрировать, что философские истины уже воплощены в Библии, которая как превосходит всю человеческую мудрость. Поэтому он признает результаты философской мысли только постольку, поскольку они не противоречат еврейской традиции.
4. Метод каббалы, названный им «путем света», по которому должна идти истина-душа. С помощью этого метода, считал Рабейну Бехайе, могут быть раскрыты глубокие тайны, скрытые в Библии.

Вообще говоря, рабби Бахья не раскрывал ни одного из своих каббалистических источников, за исключением общего упоминания Сефер ха- Бахира и работ Нахманида. Он только дважды упоминал Зоар.
Сочинения Бахьи содержат много интересного материала для изучения социальной жизни и по истории каббалы, по демонологии и эсхатологии испанских евреев.
Рабейну Бахья бен Ашер похоронен в Толедо, рядом с могилой отца.
Во время изгнания евреев из Испании евреи, покидая Толедо, опасались, что обезумевшая толпа осквернит могилы мудрецов. Поэтому они спрятали надгробные камни в тайник, а место над могилами Роша и его сыновей разровняли; сегодня точное место их захоронения неизвестно.